# عملية رعد الصحراء
كانت عملية رعد الصحراء  رد على تهديدات الرئيس العراقي صدام حسين بإسقاط طائرات التجسس من طراز يو-2 وانتهاك منطقة حظر الطيران التي تم وضعها في أنحاء البلاد. وقد صممت هذه العملية لتحقيق الاستقرار في المنطقة من خلال التواجد العسكري خلال المفاوضات بين العراق والأمم المتحدة حول أسلحة الدمار الشامل. وقد طبق الاسم «عملية رعد الصحراء» على حشد القوات في منطقة الخليج العربي خلال عام 1998.
ولو كان قد أمر بتنفيذ هجوم فعلي، لكان الاسم قد تغير إلى عملية أفعى الصحراء.
وفي خريف عام 1997 أنشأت القيادة المركزية الأمريكية قوة قوامها 35 ألف من القوات الجوية والبرية والبحرية ردا على عدم امتثال العراق لقرارات الأمم المتحدة. وأنشأ القائد العام للقيادة الوسطى الجنرال أنتوني زيني فرقة عمل دائمة مشتركة/تابعة للتحالف في كامب الدوحة بالكويت تحت قيادة الفريق تومي فرانكس لقيادة هذه القوة. وسيتألف التحالف من قوات من الأرجنتين، أستراليا، كندا، جمهورية التشيك، المجر، نيوزيلندا، بولندا، رومانيا، المملكة المتحدة، الولايات المتحدة، الكويت.
وفي 18 يناير 1998، تم جلب قوات إضافية لدعم قوات التحالف التي تقودها الولايات المتحدة في المنطقة. نشرت فرقة المشاة الثالثة الأمريكية في فورت إستيوارت بجورجيا 4,000 فردا و 2,900 طنا قصيرا من المعدات على 120 طائرة. انتشرت عناصر من قيادة الدفاع الجوي والصاروخي الثانية والثلاثين والكتيبة الثانية 504 من فرقة المشاة (الفرقة 82 المحمولة جوا وفورت براج بولاية نورث كارولينا) في السعودية والكويت والبحرين.
وقد أجبرت هذه القوة المشتركة صدام على التراجع وعادت حاملة الطائرات الأمريكية يو إس إس إندبندنس إلى يوكوسوكا باليابان في أوائل يونيو 1998.
في 11 نوفمبر 1998، أدى عدم امتثال العراق مرة أخرى إلى بدء عملية «رعد الصحراء». وقد نقلت القيادة المركزية الأمريكية قواتها إلى موقع يسمح لها ببدء الضربات إلى العراق، وتم نشر 2,300 فردا إضافيا خلال هذه العملية. وفي مساء 15 نوفمبر، كانت حاملة الطائرات دوايت د. أيزنهاور (CVN-69) على بعد دقائق فقط من شن ضربات جوية على أهداف في العراق عندما تراجع صدام حسين مرة أخرى.
وفي ديسمبر 1998 رفض العراق مرة أخرى السماح بعمليات التفتيش وبدأت عملية ثعلب الصحراء. دمرت عدة منشآت عراقية رئيسية ومعدات متخصصة خلال عدة أيام من الضربات الجوية بما في ذلك من منصة الطيران التابعة للحاملة يو إس إس إنتربرايز (CVN-65). وهذا من شأنه أن يؤدي إلى تراجع برنامج الصواريخ البالستية العراقي لعدة سنوات.